# Il principe del deserto (film)
Il principe del deserto (Black Gold) è un film del 2011 diretto da Jean-Jacques Annaud.
Pellicola epica tratta dal romanzo del 1957 Il paese dalle ombre corte, dello scrittore svizzero Hans Ruesch.

## Trama
Arabia 1923, due sultani si sono appena sfidati in battaglia. Il vincitore, l'emiro Nesib, detta le condizioni per una tregua al suo rivale Amar. Nessuno dei due potrà mai più avanzare diritti sulla terra denominata "La striscia gialla"; inoltre, secondo il costume, Nesib adotterà i due figli maschi di Amar, Saleeh e Auda, tenendoli con sé come garanzia del loro accordo.
Ormai cresciuti, Saleeh è diventato un guerriero desideroso di riunirsi al vero padre, mentre Auda è interessato solamente agli studi. Un giorno Sam Thurkettle, statunitense della Texan Oil, scopre petrolio greggio di alta qualità accanto alle terre di Nesib. Quest'ultimo si convincerà del bisogno di sfruttare la manna finanziaria che gli viene offerta, anche per il recente trauma della perdita della propria moglie, a causa della mancanza di cure mediche nel suo paese arretrato, per rendere il suo regno ricco e moderno. Nesib, dunque, consente a Thurkettle di estrarre il petrolio ma i sogni di un futuro radioso s'infrangono quando si rende conto che il petrolio giace proprio sulla Striscia gialla e che difatti ha violato l'accordo di pace con Amar.
La modernizzazione voluta da Nesib procede a gonfie vele, vedendo la costruzione di scuole, ospedali ed impianti elettrici; ciò però irrita Amar, il quale non ha dimenticato il patto, e Nesib si vedrà costretto ad inviare un emissario al rivale. Ma non è soltanto Amar a mal sopportare la politica di Nesib, difatti le tribù del deserto attaccano un sito petrolifero uccidendo molti dipendenti dell'emiro; Nesib decide quindi di offrire ai vari beduini doni lussuosi e oro per accettare l'estrazione di petrolio.
L'inviato ad Amar ritorna e viene accolto da Nesib: Amar considera lo sfruttamento della Striscia gialla una violazione del loro trattato e richiede l'abbandono delle rivendicazioni del fratello. Saleeh pensando di poter convincere il padre fugge ma viene catturato e imprigionato, poco dopo viene assassinato in opposizione agli ordini di Nesib.
Per conservare le entrate petrolifere, Nesib attua una notevole manovra politica: fa sposare la propria figlia, Leyla, con Auda sciogliendo così il suo accordo con Amar e togliendo se stesso dai debiti religiosi. Anche se il matrimonio ha connotazioni politiche, l'amore tra i due giovani è un amore puro, nato sin dall'infanzia. Auda viene allora mandato da Amar: Nesib ha offerto il 5% e poi il 32% degli utili; il giorno successivo si tiene un incontro con gli alleati di Amar che, essendo conservatori convinti, ritengono che consentendo agli stranieri di estrarre il petrolio si permetterebbe di distruggere la loro cultura; Auda cerca di convincerli che il petrolio è un dono di Dio per la loro terra. Amar va su tutte la furie alla scoperta della morte di Saleeh da parte delle guardie del fratello.
Amar sviluppa un piano per mandare un'armata nel deserto con armi e provviste per agire come ambasciatori al fine di attirare l'esercito di Nesib nel deserto mentre Amar prende il suo vero esercito per conquistare la città di Hobeika. Il comando dell'esercito da mandare nel deserto viene dato ad un Auda riappacificato con il padre accompagnato dal fratellastro Ali, un medico che si oppone alla mentalità xenofoba del padre. Il piano funziona e vengono inviate sei auto blindate di Nesib le quali si impantanano nella sabbia e vengono attaccate dagli uomini di Auda. Quando le auto blindate non riescono a tornare, Nesib invia un aereo alla loro ricerca con il suo fedele Tariq. Tariq morirà tra le braccia di un triste Auda sopraffatto dal rimorso per tutte le morti inutili. Gli uomini si dirigono verso mare credendo che troveranno lì acqua, appena giungono a destinazione non trovano acqua dolce e si accampano sulla costa fino a quando Ali non scova una sorgente sottomarina. L'esercito continua la marcia fino ad incontrare la tribù Banu Seri ai quali l'armata vuole prendere i cammelli. Auda, Ali e pochi altri incontrano in una tenda lo sceicco, che in un primo momento si dimostra amichevole per poi minacciare gli ospiti, dopo una breve chiacchierata, spiegando che Nesib ha scoperto il tradimento di Auda e che ne desidera il "rimpatrio", intanto il resto degli uomini di Auda lanciano un attacco a sorpresa. Lo sceicco fugge e i suoi schiavi della tribù Zemiri vengono liberati (la madre di Auda era una nobile Zemiri). Auda viene però accidentalmente colpito da un membro della tribù che lo credeva Amar, Ali si rende conto che Auda è in uno stato medico noto come morte apparente, in cui un trauma cranico provoca tutti i sintomi della morte: Auda torna cosciente ore dopo, gli Zemiri credono che egli sia il leader predetto nelle leggende della tribù che sarebbe "tornato dalla morte" Auda cerca di dissuaderli ma Ali lo convince ad accettare le adulazioni.
Vicino alla città di Nesib, Hobeika, succede però il peggio, in un attacco aereo Ali muore tragicamente poco dopo aver ritrovato la fede grazie ad Auda. Alle porte della cittadella gli uomini di Amar vanno incontro a quelli di Auda: Nesib si è arreso, Amir chiede quindi la consegna dell'esercito del figlio nelle sue mani, la discussione viene bruscamente interrotta dallo sceicco Banu Seri che uccide con un colpo di fucile Amir da un crinale in lontananza, il suo bersaglio era probabilmente Auda. Il generale dell'esercito di Nesib si rende conto che con un Amar morto non c'è nulla che possa fermare la battaglia. Le varie tribù al comando di Auda guidati dagli ex uomini di Amar sovrastano i meglio armati uomini di Nesib. Lo sceicco Banu Seri affronta, nel caos del conflitto, Auda il quale viene facilmente sconfitto a causa della sua vecchia natura da topo di biblioteca e non di guerriero; prima che lo sceicco possa dare il fendente fatale, Aisha, la schiava Zemiri con cui Auda ha più legato durante il viaggio, accoltella alla schiena il suo ex padrone. La battaglia è vinta, l'esercito entra nella città.
Auda ritrova la sua amata Leyla per poi andare incontro a Nesib nascosto nella biblioteca della città, l'emiro si complimenta con lui per i suoi successi e gli chiede cosa intenda fare. Auda gli dice che, a differenza di suo padre, non odia gli stranieri e che pensa che abbiano molto da offrire, gli propone quindi il ruolo di ambasciatore alla Texan Oil. Inizia cosi un periodo di prosperità e ricchezza nel nome del progresso e nel rispetto delle tradizioni sotto l'ala del nuovo emiro Auda, il nuovo principe del deserto.

## Produzione
Prodotto da Tarak Ben Ammar, presidente della Quinta Communications, e co-prodotto dal Doha Film Institute del Qatar, il film è stato girato prevalentemente in Tunisia, ma per alcuni set anche nel Qatar, ed un budget di 55 milioni di dollari. Tra gli interpreti principali del film figurano Tahar Rahim, Antonio Banderas, Mark Strong e Freida Pinto.

## Distribuzione
Il film è stato presentato in anteprima mondiale e come film d'apertura al Doha Tribeca Film Festival il 25 ottobre 2011. La distribuzione mondiale della pellicola inizia a fine novembre 2011; il 23 novembre è stato distribuito nelle sale di Francia e Benelux, mentre il giorno successivo viene distribuito in selezionati territori del Medio Oriente. Dal 1º dicembre è stato distribuito in altri paesi del Medio oriente, come Qatar, Emirati Arabi Uniti, Libano e Bahrein.
Il 23 dicembre è uscito nelle sale italiane a cura della Eagle Pictures, mentre nei primi mesi del 2012 viene distribuito in Germania, Spagna, Regno Unito e Stati Uniti.
Purtroppo il film non è stato all'altezza delle aspettative; al botteghino ha incassato appena 5.452.142 dollari, in tutto il mondo.